# كيري موريسون
كيري موريسون هي متزلجة كندية، ولدت في 3 يوليو 1991 في نيزا في اليابان.

## وصلات خارجية
- كيري موريسون على موقع SpeedSkatingBase.eu (الإنجليزية)
- كيري موريسون على موقع SpeedSkatingNews.info (الإنجليزية)
- كيري موريسون على موقع SpeedSkatingStats.com (الإنجليزية)
- كيري موريسون على موقع ShortTrackOnLine.info (الإنجليزية)
- كيري موريسون على موقع أوليمبيديا (الإنجليزية)
- كيري موريسون على موقع اللجنة الأولمبية الكندية (الإنجليزية)